# Далмация (римская провинция)
Далма́ция (лат. Dalmatia) — провинция Римской империи, название которой по всей видимости происходило от названия иллирийского племени далматов, которое населяло восточное побережье Адриатического моря в 1 тысячелетии до н. э.

## История

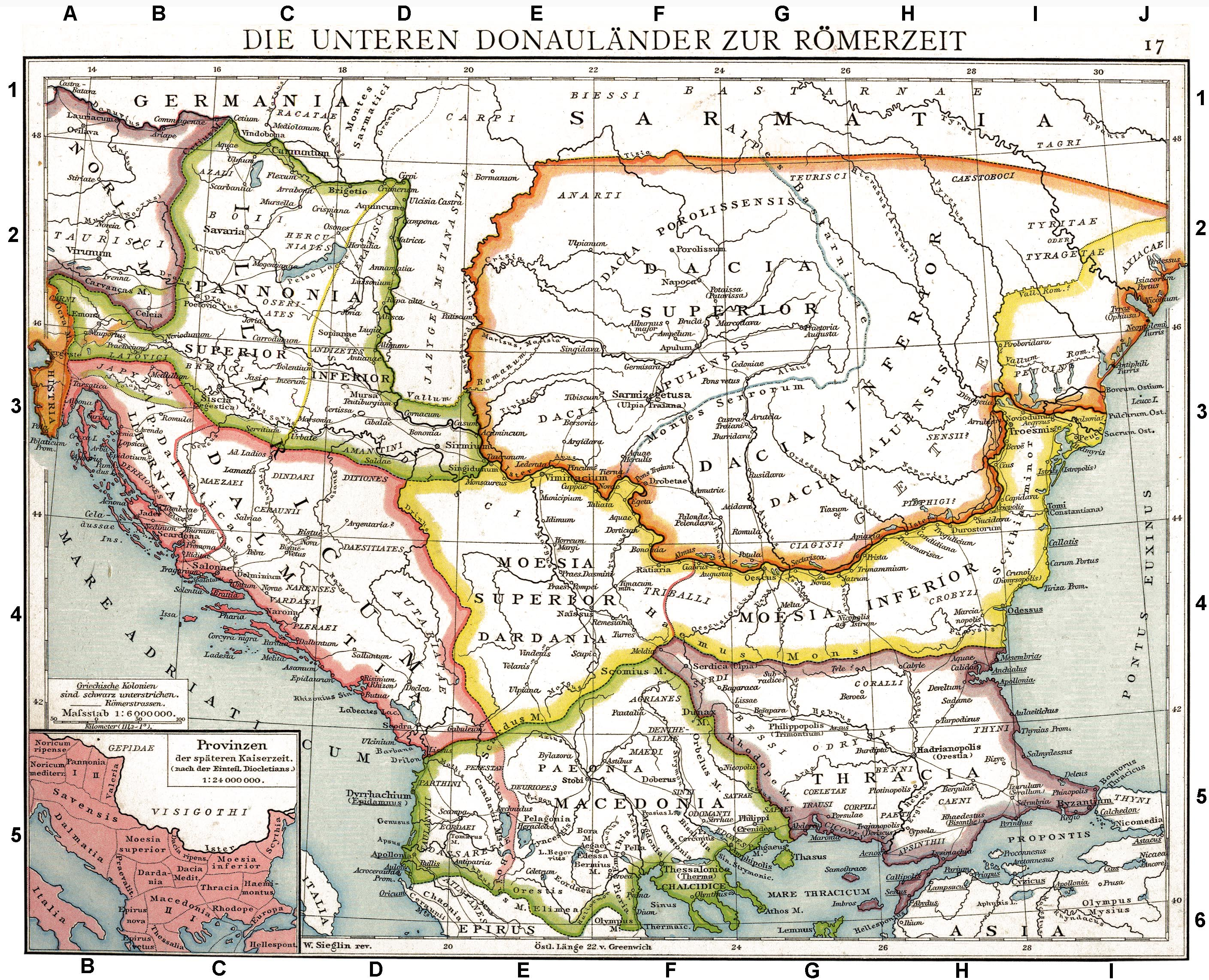
Римская Далмация и прилегающие районы

Регион был северной частью Иллирийского царства с IV века до н. э. до начала Иллирийских войн в 220 году до н. э. и 168 году до н. э., после которых Римская республика создала свой протекторат к югу от реки Неретва. Область, расположенная севернее Неретвы была постепенно включена в состав протектората, до официального основания римской провинции Иллирик в 32—27 гг. до н. э.
Со временем Далмация становится частью римской провинции Иллирик. Между 6 и 9 гг. далматы, совместно с паннонийцами, производят серию мятежей, которые были подавлены, и уже в 10 году Иллирик разделён на две провинции: Паннонию и Далмацию.
Территория Далмации включала все Динарские Альпы и значительную часть восточного побережья Адриатического моря. Провинция была родиной римского императора Диоклетиана, который построил дворец в Салоне.
Историк Теодор Моммзен писал (в своём труде «Провинции Римской империи»), что вся Далмация была полностью латинизирована к IV веку. После падения Западной Римской империи (в 476), регионом правили готы, но уже в 535 году Юстиниан I присоединил Далмацию к Византийской империи.